# Megachile flavidula
Megachile flavidula är en biart som beskrevs av Rebmann 1970. Megachile flavidula ingår i släktet tapetserarbin, och familjen buksamlarbin. Inga underarter finns listade i Catalogue of Life.